# Piper verruculicaule
Piper verruculicaule är en pepparväxtart som beskrevs av William Trelease. Piper verruculicaule ingår i släktet Piper och familjen pepparväxter. Inga underarter finns listade i Catalogue of Life.